# Arndt von Kirchbach
Arndt von Kirchbach (* 30. Januar 1885 in Dresden; † 28. Februar 1963 in Goslar) war ein deutscher evangelisch-lutherischer Theologe. Er war zunächst Prediger an der Sophienkirche in Dresden und anschließend Domprediger und Superintendent in Freiberg. 

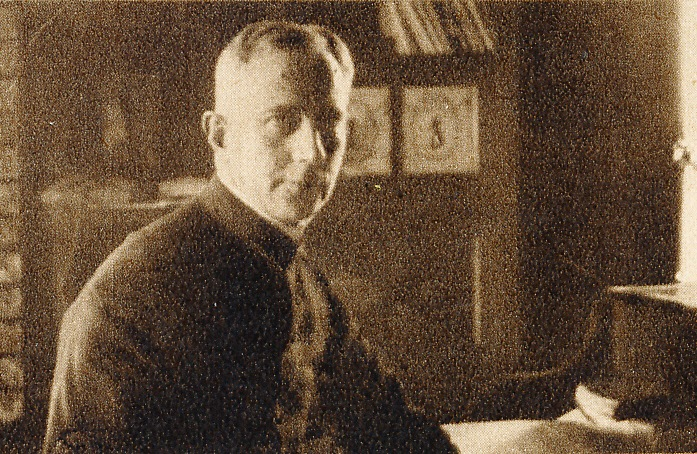
Arndt von Kirchbach

## Leben
Er stammte aus dem sächsischen Adelsgeschlecht von Kirchbach. Er war Sohn des Präsidenten der Generaldirektion der Sächsischen Staatseisenbahnen, Karl von Kirchbach.
Nach dem Schulbesuch, zuletzt als Primus Omnium am Vitzthum-Gymnasium Dresden, wurde Arndt von Kirchbach zunächst Offizier. Er diente im Ersten Weltkrieg als Transportleiter und stieg bis zum Hauptmann auf. 1919 nahm er seinen Abschied, um Theologie zu studieren, und wurde später zum königlich-sächsischen Major a. D. ernannt. Sein Studium begann er an der Universität Greifswald und setzte es ab 1920 an der Universität Leipzig fort. Die Professoren Karl Girgensohn, Ludwig Ihmels und Paul Althaus d. Ä. hinterließen von seinen theologischen Lehrern den stärksten Eindruck auf ihn. Außerdem hörte er bei Gerhard Kittel, Franz Rendtorff, Hermann Guthe und Hans Achelis. 
Nach seinem Examen wurde er 1922 zunächst Hilfsgeistlicher bei Pfarrer Erich Stange in Leipzig. 1923 ging er als Vikar nach Roßwein, wo er auch ordiniert wurde. Anschließend war er Vereinspfarrer für Innere  Mission in Dresden und war für die Volksmission zuständig und organisierte Tagungen und Rüstzeiten. 1927 wurde er Domprediger an der Sophienkirche in Dresden, bereits 1926 nahm er in Helsinki, wie auch 1931 in Toronto an den Weltkonferenzen des CVJM teil. Seit 1927 im Nebenamt war er auch der erste Studentenpfarrer Dresdens.
1929 wurde er in der Arbeit zur Einigung des weltweiten Luthertums als Sekretär des Lutherischen Weltkonvents tätig. 1933 gehörte er zu den ersten sächsischen Pfarrern, die sich dem Pfarrernotbund anschlossen, aus dem später die Bekennende Kirche entstand. In diesem Jahr trat er auch in die Michaelsbruderschaft ein. Er setzte sich zudem kirchenpolitisch für die Konstituierung einer gesamtdeutschen lutherischen Kirche ein. 
Kirchbach nahm vom 29. bis 31. Mai 1934 an der 1. Bekenntnissynode in Wuppertal-Barmen teil und arbeitete an der Barmer Theologische Erklärung mit, die auf dieser verabschiedet wurde. Bereits mehrfach kurzzeitig inhaftiert, wurde er im Herbst 1934 von seinem Amt beurlaubt, konnte aber dennoch weiterarbeiten. 
So trat am 8. Juli 1934 der Landesbruderrat der Bekennenden Ev.-Luth. Landeskirche Sachsens. der aus sechs Pfarrern (unter ihnen Arndt von Kirchbach) und sechs Laien bestand, zusammen. Auch an der 2. Bekenntnissynode am 19./20. Oktober 1934 in Berlin-Dahlem, wie auch der 3. Bekenntnissynode 1936 in Bad Oeynhausen war von Kirchbach beteiligt.
1936 wurde er als Pfarrer und Superintendent an den Freiberger Dom versetzt und vertrat seine Kirche im Lutherrat. Schon im nächsten Jahr wurde er aber wieder abgesetzt. Gleich nach dem Beginn des Zweiten Weltkriegs meldete er sich als Wehrmachtspfarrer. Im Sommer 1945 aus amerikanischer Kriegsgefangenschaft entlassen, konnte er seine Ämter in Freiberg wieder aufnehmen. 1953 ging er in den Ruhestand und zog 1962 nach Goslar, wo er ein Jahr später starb.

## Familie
Am 8. Mai 1909 heiratete er Sibylla Edle von der Planitz. Nach dem Freitod seiner ersten Frau aufgrund nervlicher Zerrüttung am 2. Januar 1919 heiratete er am 8. August 1921 in Gersdorf bei Roßwein die verwitwete Esther Gräfin zu Münster-Langelage, geb. von Carlowitz, die 1894 geborene Tochter des königlich-sächsischen Kriegsministers Adolph von Carlowitz. Aus der ersten Ehe hatte er zwei Kinder, darunter Reinhard von Kirchbach, der nach dem Tode seiner Frau den Beruf des Pfarrers ausübte. Seine zweite Frau brachte ebenfalls zwei Kinder aus ihrer früheren Ehe mit.
Beide, Arndt und Esther von Kirchbach hatten in ihrer Ehe weitere sechs gemeinsame Kinder, darunter den späteren Pfarrer Sieger von Kirchbach (1924–2014). 1952 heiratete Arndt von Kirchbach mit Elisabeth-Charlotte (genannt Lieselotte) von Carlowitz verwitwete Gräfin von Wallwitz (1896–1962), die Tochter von Hans Karl Adolf von Carlowitz und eine Verwandte seiner 1946 verstorbenen zweiten Frau in seiner nunmehr dritten Ehe. Durch diese Ehe wurde er Stiefvater der vier Kinder seiner dritten Gattin; sein Nachwuchs, für die er als Vater oder Stiefvater verantwortlich war, umfasste letztlich vierzehn Kinder.

## Nachlass
Der Nachlass von Arndt von Kirchbach befindet sich heute im Sächsischen Staatsarchiv.

## Schriften (Auswahl)
- mit Otto von Berger, Melchior von Hugo: Geschichte des Königl. Sächs. Schützen-Regiments „Prinz Georg“ No. 108, Leipzig 1909.
- Kämpfe in der Champagne (Winter 1914 – Herbst 1915) (= Der große Krieg in Einzeldarstellungen, Heft 11), Oldenburg 1919.
- als Hrsg.: Lutherischer Weltkonvent zu Kopenhagen vom 26. Juni bis 4. Juli 1929. Bericht, mit Beiträgen von Harald Ostenfeld, Nathan Söderblom, Werner Elert u.a. Leipzig 1929.
- als Hrsg. mit Alfred Stier: Der helle Ton. Ein Liederbuch für die deutsche evangelische Jugend, mit einem Marschlieder-Anhang, Wuppertal-Barmen 1937.
- Lebenserinnerungen, 5 Bde., Hrsg. Ernst Kähler, Göppingen 1985–87.